# Grand Paris Express
Pour les articles homonymes, voir GPE.
Le Grand Paris Express (GPE) est un projet de réseau de transport public composé de quatre lignes de métro automatique autour de Paris, et de l'extension de deux lignes existantes. D'une longueur totale de 200 kilomètres, il doit être réalisé par la Société des Grands Projets (SGP, anciennement Société du Grand Paris) dans le cadre d'un accord avec Île-de-France Mobilités (IDFM). Il s'inscrit dans un projet plus large de développement économique et social pour la région parisienne dont il est un des  piliers majeurs avec la réalisation du pôle de Saclay, comme l'a affirmé la loi du 3 juin 2010 relative au Grand Paris. L'impact économique et social de cette infrastructure est considérable, ainsi que l'ont montré les dossiers d'évaluation réalisés par la Société du Grand Paris et contre expertisés à de multiples occasions dans le cadre de l'application des textes en vigueur.
Inscrit dans le cadre du Grand Paris, Grand Paris Express est issu de l'accord intervenu le 26 janvier 2011 entre le Conseil régional d'Île-de-France et l'État, à la suite des débats publics portant sur leurs deux projets de métro en rocade, le Réseau de transport public du Grand Paris et Arc Express,. Cet accord a été amendé en mars 2013 par le gouvernement Ayrault pour aboutir au projet actuel.

## Histoire

### Prémices
Dès le XIXe siècle, Paris disposait de deux lignes de chemin de fer en rocade : la Petite Ceinture (bouclée en 1869), faisant le tour de Paris à l'intérieur des boulevards des Maréchaux et la Grande Ceinture (terminée en 1886), formant une boucle autour de Paris à une distance de 5 à 20 km de l'enceinte de Thiers (à l'emplacement de l'actuel boulevard périphérique). Ces deux lignes en rocade, qui préexistent au métro de Paris, transportaient à la fois des voyageurs et des marchandises. À ces rocades s'ajoutent plusieurs lignes de tramway, également en rocade.
Le développement du métro, essentiellement radial (sauf la ligne 2 et la ligne 6, originellement appelées 2 Nord et 2 Sud), et du trafic automobile fait sensiblement chuter le nombre de voyageurs sur la Grande et la Petite Ceinture, ainsi que sur le tramway, qui est progressivement abandonné dans l'entre-deux-guerres puis après la guerre. Le Schéma directeur d'aménagement et d'urbanisme de la Région de Paris (SDAURP), en 1965, puis le Schéma directeur d'aménagement et d'urbanisme de la région Île-de-France (SDAURIF) en 1976, prévoient néanmoins la création d'une rocade en proche banlieue permettant de mailler le réseau radial, ainsi que plusieurs liaisons en rocade prévues en tramway, dont Saint-Denis – Bobigny. Ces projets ne voient jamais le jour, la priorité étant donnée au développement des radiales (notamment les RER) pour permettre la desserte des zones nouvellement urbanisées, dont les villes nouvelles.
Certains de ces projets seront à nouveau inscrits dans les contrats de plan État-Région ultérieurs, notamment le tramway Saint-Denis – Bobigny, le Trans-Val-de-Marne ou encore la réouverture partielle de la Grande Ceinture. Ils ne sont néanmoins pas réalisés, au profit d'Éole (RER E) ou de Meteor (ligne 14 du métro), qui mobilisent l'essentiel des crédits.

#### Orbitale
Lors de la révision du Schéma directeur de la région Île-de-France (SDRIF) par l'État, au début des années 1990, plusieurs projets de métro en rocade en Île-de-France sont à nouveau évoqués. Ainsi, l'Institut d'aménagement et d'urbanisme de la région d'Île-de-France (IAURIF) propose de créer deux rocades : une ligne de métro en proche couronne, proposant des stations rapprochées (un kilomètre) et maillant les liaisons radiales et une ligne plus extérieure, proche de la Route nationale 186, incluant notamment la ligne de tramway T1 et le Trans-Val-de-Marne ; la Direction régionale de l'Équipement de l'Île-de-France (DREIF) propose, elle, un réseau rapide structurant (le Ring ou Interpôles), complétant les lignes RER, et reliant les pôles de développement (Marne-la-Vallée, Créteil, Bobigny…) avec des distances plus élevées entre les stations (trois kilomètres) et une vitesse plus élevée. Ces projets répondent à deux ambitions différentes : tandis que le premier vise à structurer le cœur de l'agglomération, le second vise à favoriser le développement de pôles (polycentrisme) et à les relier entre eux.
C'est finalement le premier projet, nommé Orbitale, qui est inscrit au SDRIF de 1994. Néanmoins, il n'est pas engagé dans le cadre du Contrat de plan État-Région 1994-1998, en raison de son coût, les grands projets Eole et Meteor ayant mobilisé, comme pour le contrat de plan précédent, une large part des financements publics. Si plusieurs des lignes de tramway prévues par Orbitale sont réalisées dans le cadre des contrats de plan État-Région 2000-2006 puis 2007-2013, la ligne de métro en proche couronne n'est pas réalisée.
Orbitale peut être considéré comme l'ancêtre des projets Orbival, Métrophérique et Arc Express, qui ont tous repris les éléments de base de ce projet.

#### Orbival
Le 10 juillet 2006, le Conseil général du Val-de-Marne présente Orbival (contraction d'Orbitale et de Val-de-Marne), une déclinaison locale et détaillée d'Orbitale. Le projet consiste à relier Val-de-Fontenay (RER A et E) à Arcueil-Cachan (RER B) en reliant l'ensemble des lignes radiales traversant le département. Selon le Conseil général, ce projet permettrait un report modal de 20 %, soit de l'ordre de 40 000 voitures de moins dans le département, ce qui désengorgerait l'autoroute A86 ; il transporterait de 250 000 à 300 000 voyageurs par jour.
Orbival a été porté par un consensus entre élus et collectivités de toute tendance politique du département (notamment Christian Favier, président communiste du Conseil général, et Jacques J. P. Martin, chef de l'opposition UMP du département et maire de Nogent-sur-Marne), au sein de l'association Orbival. Cette dernière regroupe de nombreuses villes du département, mais aussi la Ville de Paris, le Conseil général de la Seine-Saint-Denis ou des villes des Hauts-de-Seine et de Seine-Saint-Denis. Dominique Bussereau, secrétaire d'État aux transports, s'est également dit « très intéressé » par le projet le 28 août 2008.
Le projet Orbival a été intégralement repris dans Arc Express, au sein de son arc Sud, puis à son tour dans le projet de Grand Paris Express.

### Projets initiateurs

#### Métrophérique
À l'occasion de la révision du Schéma directeur de la région Île-de-France, la RATP a présenté en avril 2005  un nouveau projet de métro de rocade, appelé Métrophérique, inspiré du projet Orbitale.
Ce projet était constitué d'une boucle de 50 kilomètres, située à une distance de deux à sept kilomètres du périphérique (contournant le bois de Vincennes), avec 50 stations, une vitesse commerciale moyenne de 40 km/h (comparable à la ligne 14) et une fréquence inférieure à deux minutes en heure de pointe. La RATP estimait le nombre de voyageurs par jour à un million, permettant un report modal de 20 %. Son coût était estimé à environ 100 millions d'euros par kilomètre, soit entre quatre et six milliards d'euros.
La RATP estime que Métrophérique est similaire à Arc Express, porté par le Conseil régional d'Île-de-France et inscrit dans son Schéma directeur et dans le Contrat de projets État-région 2007-2013.

#### Arc Express
Arc Express était un projet de métro automatique de « rocade », autour de Paris, situé en proche couronne, d'une longueur totale de 60 kilomètres. Officiellement engagé par Jean-Paul Huchon, président de la région Île-de-France et Pierre Mutz, préfet de la région le 5 décembre 2007, ce projet devait favoriser les liaisons de banlieue à banlieue et améliorer la desserte en transports collectifs, grâce aux correspondances proposées avec les lignes de transport en commun existantes ou en projet (métros, RER, Transiliens, tramways). Il devait également constituer un projet d'aménagement du territoire puisqu'il était prévu qu'il desserve les grands pôles économiques et d'habitat existants ou en développement de la petite couronne.
Le projet de SDRIF adopté par le Conseil régional le 25 septembre 2008 proposait d'étudier la réalisation de quatre arcs :
- une liaison sud-est entre Val-de-Fontenay ou Noisy-le-Grand et Arcueil ou Bourg-la-Reine, pour une mise en service à l'horizon 2020 (phase 2 du SDRIF) ;
- une liaison nord-ouest entre La Défense et Saint-Denis, pour une mise en service à l'horizon 2020 (phase 2 du SDRIF) ;
- une liaison nord-est entre Val-de-Fontenay ou Noisy-le-Grand et Saint-Denis, pour une mise en service à l'horizon 2025-2030 (phase 3 du SDRIF) ;
- une liaison sud-ouest entre Arcueil ou Bourg-la-Reine et La Défense en passant par Saint-Cloud et Suresnes ou Rueil-Malmaison, pour une mise en service à l'horizon 2025-2030 (phase 3 du SDRIF).

De ces quatre arcs, deux étaient jugées prioritaires, au regard des besoins de déplacements, de l'offre de transport proposée et des enjeux du territoire qu'ils devaient traverser :
- l'arc sud, entre Issy-les-Moulineaux et Noisy-le-Grand ou Val-de-Fontenay, tracé vraisemblablement proche du projet Orbival ;
- l'arc nord entre La Défense et Bobigny ou Pantin.

Arc Express était prévu pour l'essentiel en souterrain, avec quelques tronçons en aérien (notamment le long de l'autoroute A4). Sa vitesse commerciale moyenne devait être de 40 km/h, comme la ligne 14. La longueur des quais prévue était de 55 mètres, avec un matériel roulant de 2,80 mètres de large (contre 2,40 mètres pour le métro parisien), en roulement fer, en automatisme intégral sans conducteur. Il devait desservir une quarantaine de stations, distantes entre elles de 1 à 1,5 kilomètre. Le temps d'attente entre deux trains en heure de pointe aurait pu descendre à 1 minute 30. Il aurait été soumis à la tarification également valable sur les autres lignes du réseau ferroviaire francilien. À terme, l'ensemble de la rocade devait accueillir 1 million de voyageurs.
Le coût de la réalisation des arcs Sud et Nord d'Arc Express était estimé entre 4,8 milliards et 5,4 milliards, selon les tracés retenus (l'arc Sud varie entre 2,8 et 3,1 milliards et l'arc Nord de 2 à 2,3 milliards). Ces coûts incluaient les travaux, l'aménagement des gares et le matériel roulant. Un de ces deux arcs aurait pu être mis en service à l'horizon 2017.

#### Réseau de transport public du Grand Paris

Schéma du Réseau de transport du Grand Paris.

Le Réseau de transport public du Grand Paris, appelé également Métro Grand Paris, était un projet de trois lignes de « supermétro automatique régional » en boucle autour de Paris, proposé par Christian Blanc, secrétaire d'État chargé du Développement de la région capitale et annoncé officiellement par le président Nicolas Sarkozy, le 29 avril 2009, qui s'inscrivait dans le cadre du Grand Paris. Ce projet devait favoriser les déplacements de banlieue à banlieue, soulager les lignes aujourd'hui les plus saturées (ligne 13, RER A, RER B, etc.), désenclaver les territoires marginalisés. En reliant les grands pôles de développement, la future infrastructure de transport prévoit d'accompagner la création de près d'un million d'emplois supplémentaires à l'horizon 2030.
Long de 155 kilomètres, le Réseau de transport public du Grand Paris devait desservir au total une quarantaine de stations, afin d'assurer une vitesse commerciale importante, favorisant les déplacements longs dans l'Île-de-France ou entre pôles. Il intégrait la ligne 14 du métro de Paris qui aurait pu être prolongée au nord vers Roissy et au sud vers l'aéroport d'Orly. Cet axe était complété par deux lignes formant une « double boucle » autour de Paris, desservant des quartiers où les besoins de transport sont importants, mais aussi les principaux et futurs pôles économiques comme La Défense ou le plateau de Saclay et les aéroports d'Orly et de Roissy. Il recoupait d'ailleurs sur une importante partie de son parcours, notamment à l'ouest et au sud de Paris, le tracé du projet similaire de la région Île-de-France, dénommé Arc Express.
Pour son exploitation, les études de la RATP prévoient la circulation de trains sur pneu de 120 mètres de long à la vitesse maximale de 80 km/h. Afin de permettre le partage d'infrastructures entre les lignes verte et bleue, ces deux lignes au moins auraient pu posséder un matériel au gabarit de 2,40 mètres, à l'identique des trains MP 89 circulant à l'époque sur la ligne 14.
D'un coût annoncé à 20,5 milliards d'euros, ce réseau serait construit par une autorité spécifique, un établissement public, la Société du Grand Paris (SGP), qui remettra le réseau au STIF à l'issue de sa construction. La loi relative au Grand Paris, du 3 juin 2010, prévoit la création de cet établissement public qui sera chargé de conduire les études, lancer les appels d'offres et passer les marchés nécessaires à la construction de ce réseau. La construction pourrait commencer en 2013, s'étaler sur dix ans, et être réalisée en deux phases: en 2017, la ligne bleue, fruit des prolongements de la ligne 14, serait mise en service entre Villejuif et Roissy, la ligne rouge le serait également dans sa totalité cette fois-ci, et la ligne verte, entre La Défense et Roissy. En seconde phase, la ligne bleue serait prolongée au sud de Villejuif à l'aéroport d'Orly, et la ligne verte à l'ouest et au sud de La Défense à Orly.
Les études de prévision de trafic conduisaient à une estimation de fréquentation journalière de l'ordre de 2 000 000 voyages en 2025 et pouvant aller jusqu'à 3 000 000 en 2035. Ces prévisions sont fondées sur l'observation des comportements de déplacement des Franciliens, sur la base de l'Enquête Globale Transport de l'INSEE. Le tronçon Plateau de Saclay - Orly devait avoir une fréquentation de 6 000 (selon la RATP) à 8 000 (selon la direction régionale et interdépartementale de l'Équipement et de l'Aménagement) passagers par heure en heure de pointe. Ce trafic attendu correspond d'une part à la limite maximale de capacité d'un tramway et d'autre part à la limite minimale de viabilité pour justifier l'investissement d'un métro souterrain. Le rapport Carrez proposait de reporter une éventuelle desserte en métro au-delà de 2025.

#### Débats publics conjoints
Alors que le Sénat avait adopté la suppression du débat public du projet Arc Express sur un amendement du sénateur centriste Yves Pozzo di Borgo, la commission mixte paritaire du 20 mai 2010 a rétabli cette concertation, de manière qu'elle se déroule en même temps que le débat public sur le réseau du Grand Paris, ce qui ouvrait la porte à un possible compromis sur les deux projets, notamment dans le Val-de-Marne,.
Décrété par la loi du 3 juin 2010, le débat public sur le réseau du Grand Paris a eu lieu du 30 septembre 2010 au 31 janvier 2011, sous l'autorité d'une commission particulière de la Commission nationale du débat public, afin d'associer le public au processus d'élaboration du « schéma d'ensemble du réseau de transport public du Grand Paris».
En janvier 2011, les conseils généraux de Seine-Saint-Denis et du Val-de-Marne proposent un tracé commun, évitant le hiatus existant entre les deux projets Arc Express et du Grand Paris, et permettant de desservir la gare du Val de Fontenay.
Les comptes rendus des deux débats publics ont été publiés en mars 2011,.

### Projet du gouvernement Fillon

Plan du réseau conforme au schéma validé par le décret du 24 août 2011, avant la refonte de mars 2013.

D'âpres négociations se sont déroulées parallèlement aux débats publics, entre la Région et le gouvernement, afin de parvenir à un projet commun, alors que le projet de fusion des deux projets concurrents avait déjà été partiellement entamé en 2007 entre Christian Blanc et Jean-Paul Huchon sur les tracés situés à l'est de la région Île-de-France.
Le 26 janvier 2011, à quelques jours de leurs clôtures, l'État et la région Île-de-France y parviennent finalement par la signature d'un protocole d'accord, se prononçant désormais dans une vision commune dans laquelle l'essentiel du projet de Réseau de transport public du Grand Paris est conservé et fusionné avec Arc Express sous le nom de Grand Paris Express, portant à la fois sur les projets du Grand Paris Express mais comprenant aussi un plan de mobilisation comprenant l'amélioration de lignes existantes, le développement de nouveaux tramways et des tangentielles.
En contrepartie, la ligne verte est devenue une ligne de métro léger reliant Versailles à Orly,. Toutefois, le désaccord persiste sur le développement et la desserte du plateau de Saclay, et le groupe Vert du conseil régional dénonce un accord « déconnecté des urgences et préoccupations des franciliens ».
Le premier tronçon réalisé pourrait desservir le Val-de-Marne, considéré comme prioritaire par la société du Grand Paris, en particulier grâce au travail d'études réalisé par l'association Orbival depuis quatre ans. Le département pourrait également accueillir à Champigny-sur-Marne le centre de maintenance des futures rames.
Le 26 mai 2011, le Conseil de surveillance de la Société du Grand Paris adopte, à l'unanimité, le Schéma d'ensemble du réseau de transport du Grand Paris,,,, actant les détails techniques et la liste définitive des stations. Ce dernier valide les modifications qui ont été décidées à la suite du débat public, à la reprise en main au gouvernement du projet par Maurice Leroy, ainsi qu'à la faveur des discussions entre ce dernier et les élus du Syndicat des transports d'Île-de-France (STIF).
En effet, le prolongement de la ligne 14 jusque l'Aéroport de Roissy défendu par la RATP a été abandonné, finalement limité à Pleyel, où une correspondance avec deux autres lignes du réseau est prévue. En pratique, le STIF est chargé de la maîtrise d'œuvre jusque Mairie de Saint-Ouen et la SGP de cette dernière à Pleyel.
De plus, la desserte de Roissy par le métro automatique est intégrée à la ligne rouge qui fait désormais un tour de l'agglomération à partir du Bourget, avant d'aboutir à Roissy. La Défense devient une gare traversante à la faveur de cette fusion entre la ligne rouge et la ligne desservant Roissy, la rupture de charge étant donc supprimée. Enfin, un nouveau réseau complémentaire au réseau de transport du Grand Paris fait son apparition, notamment une ligne orange de métro automatique, confiée au STIF.
Ce schéma a été ensuite validé par le décret du 24 août 2011, ouvrant la voie à la poursuite des procédures administratives (négociation des contrats de développement territorial qui doivent être signés dans les 18 mois suivant la signature de ce décret, enquêtes publiques...). Selon l'ancien responsable de la RATP Pascal Auzannet, le projet a su fédérer au-delà des clivages politiques : « Maurice Leroy a su, avec beaucoup de méthode, aussi fédérer d'importants acteurs politiques, en particulier Claude Bartolone, Christian Favier, Jacques JP Martin et Pierre Mansat. »

### Projet du gouvernement Ayrault
Devant les difficultés de financement du projet révélées par un rapport de décembre 2012 préparé par Pascal Auzannet, ancien cadre de la RATP, il a été décidé de réviser celui-ci afin d'en réduire les coûts. Le nouveau projet reprend exactement le même tracé et les mêmes stations que le précédent, mais réorganise les lignes pour optimiser la desserte en adaptant le gabarit des lignes au trafic attendu,. Le prolongement de la ligne 11 jusqu'à Noisy - Champs à l'horizon 2020 aurait pu reprendre l'une des branches de l'ancienne ligne orange.
Le 6 mars 2013, le premier ministre Jean-Marc Ayrault annonce qu'à « l'horizon 2020, la ligne 11 du métro ira jusqu'à Rosny-sous-Bois, la ligne 14 aura dépassé la mairie de Saint-Ouen, le métro en rocade reliera Noisy-Champs au pont de Sèvres, l'arc le plus à l'est (Noisy-Le Bourget) et de Massy à Saclay seront en travaux "pour une mise en service imminente ». En 2025, « les trois quarts du réseau seront mis en service et toutes les lignes en 2030. (...) Les zones d'activité de Gonesse seront desservies (...) le pont de Sèvres sera relié à La Défense et la Seine-Saint-Denis irriguée par la rocade achevée de Pleyel à Rosny ». Puis « dans les années qui suivent, la jonction de la ligne 14 (au sud) et de la ligne Saclay-Orly offrira un itinéraire alternatif au RER B pour accéder à l'aéroport, et le pôle d'emploi de Roissy sera relié à Gonesse et au Bourget, ».

## Présentation du réseau
Le Grand Paris Express sera un réseau de métro automatique long de 200 kilomètres qui desservira 72 gares. Il sera organisé sous la forme de liaisons de rocade desservant les territoires de proche et de moyenne couronnes et d'une liaison diamétrale du nord-ouest au sud de Paris permettant de les relier au cœur de l'agglomération. 

Plan du réseau après la refonte de mars 2013 (projet actuel, excepté les lignes en pointillé).

### Objectifs
Le Grand Paris Express a pour objectif de permettre de limiter l'usage de la voiture en faveur des transports en commun, de soutenir le développement économique, de faciliter les échanges et de permettre un meilleur accès à l'emploi ainsi qu'aux zones d'activité ou de résidence. Il doit désenclaver les territoires aujourd'hui socialement fragilisés en les équipant d'un mode lourd de transport en commun et participer au développement durable par ses effets induits sur la circulation routière, la préservation de l'environnement et l'amélioration de la qualité de l'air.
Le Grand Paris Express est susceptible de réduire considérablement les temps de trajet de nombreux Franciliens et d'améliorer la desserte de pôles d'activités majeurs. En effet, il doit favoriser les déplacements directs et rapides d'une banlieue à l'autre, sans devoir passer par le centre de Paris. Il est prévu qu'il permette par ailleurs de diminuer la charge des lignes existantes (métro, RER, Transilien), venant alléger le trafic de 20 à 30 %, au cœur de la métropole, en particulier des lignes 6, 7 et 13 du métro ainsi que des RER A et B qui devraient bénéficier d'un allégement de charge. Il doit faciliter également les déplacements en grande couronne sur les RER C, D et E, ainsi que sur les lignes Transilien.

### Quatre lignes et deux extensions
Le Grand Paris Express sera composé de quatre nouvelles lignes, et deux extensions de ligne, dont une résultant des prolongements au nord et au sud de la ligne 14.

#### Extension de la ligne 11
L'extension de la ligne 11 à l'est vise à relier Rosny-Bois-Perrier à Noisy - Champs, avec trois stations intermédiaires, une à Villemomble et deux à Neuilly-sur-Marne. L'objectif d'ouverture de cette section est 2025, mais le budget n'étant en 2017 pas réuni pour cette ligne, ce prolongement est repoussé sine die. La première étape  de Mairie des Lilas jusqu'à Rosny-sous-Bois ouvre toutefois au printemps 2024.

#### Extension de la ligne 14
L'extension de la ligne 14 relie la station Saint-Denis Pleyel à la station Aéroport d'Orly depuis 2024. Longue d'environ 28 kilomètres, elle est le résultat des prolongements au nord et au sud de cette ligne. 
Le prolongement au nord jusqu'à Mairie de Saint-Ouen devait être mis en service en 2019 mais deux inondations dues à la nappe phréatique, en juin et en décembre 2016, ont interrompu les travaux pendant 14 mois. Il est finalement mis en service le 14 décembre 2020. Les stations Pont-Cardinet, Saint-Ouen et Mairie de Saint-Ouen sont mises en service à cette occasion. La station Porte de Clichy n'ouvre que le 28 janvier 2021.
La deuxième étape, vers Saint-Denis au nord et vers l'aéroport d'Orly au sud, est mise en service le 24 juin 2024.

#### Ligne 15: ligne circulaire
La ligne 15 est un projet de ligne de métro automatique qui vise à relier Noisy - Champs à Champigny Centre en passant notamment par Bry-sur-Marne, Villiers-sur-Marne, Champigny-sur-Marne, Saint-Maur-des-Fossés, Créteil, Maisons-Alfort, Alfortville, Vitry-sur-Seine, Villejuif, Arcueil, Cachan, Bagneux, Châtillon, Montrouge, Clamart, Issy-les-Moulineaux, Vanves, Boulogne-Billancourt, Saint-Cloud, Rueil-Malmaison, Nanterre, Puteaux, La Défense, Courbevoie, Bois-Colombes, Asnières-sur-Seine, Gennevilliers, Saint-Denis, Aubervilliers, Bobigny, Drancy, Noisy-le-Sec, Bondy, Rosny-sous-Bois, Fontenay-sous-Bois et Nogent-sur-Marne, lorsqu'elle sera terminée en 2031.
Elle sera un métro ferré et enterré de capacité supérieure à celle du métro parisien. Elle constituera une nouvelle ligne structurante en rocade, qui desservira directement les Hauts-de-Seine, le Val-de-Marne, la Seine-Saint-Denis et la Seine-et-Marne. Elle assurera ainsi des déplacements de banlieue à banlieue efficaces, sans avoir à transiter par le centre de Paris, évitant ainsi les ruptures de charge. Cette ligne devrait prendre le numéro 15 dans le réseau métropolitain de la RATP.
Les activités de génie civil sont commencées depuis le 4 juin 2016. Sur le tronçon sud, l'ensemble du tunnel est creusé depuis la fin de l'année 2021. Les travaux d'aménagement et d'équipement des systèmes sont en cours pour une mise en service prévue fin 2026.
En décembre 2022, la Société du Grand Paris a annoncé que la construction des tronçons est et ouest de la ligne 15 serait terminée en retard par rapport à l'objectif de 2030.
La configuration de la ligne 15 est très proche de celle du projet Métrophérique, proposé en 2006 par la RATP.

#### Lignes 16 et 17: lignes associées
Les lignes 16 et 17 seront deux lignes complémentaires qui auront un tronc commun de Saint-Denis au Bourget.
La ligne 16 desservira notamment La Courneuve, Le Bourget, Le Blanc-Mesnil, Aulnay-sous-Bois, Sevran, Clichy-sous-Bois, Montfermeil et Chelles et aura son terminus à Noisy - Champs.
En 2019, un premier tunnelier est lancé au Blanc-Mesnil et les travaux ont pour objectif de livrer un premier tronçon entre Saint-Denis et Clichy-Montfermeil en 2026.
La ligne 17 desservira notamment l'aéroport du Bourget d'ici 2026, puis Gonesse et le parc des expositions de Villepinte en 2028, ainsi que Le Mesnil-Amelot d'ici 2030. Elle pourrait ensuite être prolongée jusqu'à Nanterre pour desservir La Garenne-Colombes et Colombes.
L'opportunité de la ligne 17 reste discutée en 2019 : « de nombreux experts, y compris au sein du ministère des Transports, ont toujours considéré cette ligne comme une hérésie en raison de ses faibles prévisions de trafic ». L'abandon du projet de centre commercial et de loisirs EuropaCity annoncé le 7 novembre 2019 viendrait encore en amoindrir l'intérêt.

#### Ligne 18: ligne de métro à petit gabarit
La ligne 18 est un projet de ligne de métro automatique à petit gabarit du Grand Paris Express. Longue de 35 kilomètres, elle reliera dans un premier temps l'aéroport d'Orly à la gare de Versailles-Chantiers via Saint-Quentin-en-Yvelines, le plateau de Saclay et la gare TGV de Massy - Palaiseau. Ultérieurement, elle serait prolongée d'une quinzaine de kilomètres de Versailles à Nanterre en passant par Rueil-Malmaison. Cette ligne devrait recevoir le numéro 18 dans le réseau métropolitain de la RATP. Elle devrait être achevée après 2030. Sa première section, de Massy au plateau de Saclay, est prévue pour 2026. Le creusement et la pose de la section aérienne ont déjà commencé.
Pour cette ligne, la SGP pourrait, à la demande du gouvernement, lancer un appel d'offres sur performance visant à concevoir, réaliser et assurer la maintenance de la ligne.
Le 19 juin 2025, un communiqué de presse conjoint des conseils départementaux de l'Essonne et du Val-de-Marne présente une étude d'un prolongement de la ligne à l'est, entre Aéroport d'Orly et Boissy-Saint-Léger. Des études menées par l’Etat et la Région doivent être lancées le 2 juillet 2025 afin d'en confirmer l'intérêt.

### Nouvelles gares
Le terme de « gares » est utilisé au lieu de station du fait de leurs dimensions et de la présence quasi systématique de bâtiments voyageurs. Elles seront conçues comme des « échangeurs » afin de faciliter l'usage complémentaire du métro automatique et de tous les autres modes de déplacement. Les correspondances avec les autres transports en commun, de l'avion au vélo, seront ainsi efficaces et confortables. Elles seront également conçues pour être plus que des lieux de passage, mais de véritables lieux de vie ouverts sur la ville avec des services et des commerces participant à la vitalité urbaine locale et à la qualité de vie des habitants.
Huit ouvrages emblématiques sont prévus : Pont de Bondy, Clichy - Montfermeil, Villejuif - Gustave Roussy, Nanterre-La Folie, Noisy - Champs, Saint-Denis Pleyel, Parc des Expositions et Le Bourget RER.
La majorité de ces gares sont des gares majeures du réseau en raison de leurs correspondances avec d'autres lignes du réseau GPE ou avec des lignes existantes. Le viaduc de la ligne 18 et ses gares est également inclus.
Les quais des gares seront équipés de façades de quai vitrées, munies de portes pour accéder au train, évitant toute intrusion ou chute sur les voies, et contribuant à assurer un service régulier de la ligne ainsi que la sécurité des voyageurs, les métros circulant sans conducteur,.
Jacques Ferrier a été retenu pour assurer le caractère homogène des gares du futur métro. Son cabinet définira des chartes architecturales qui devront être respectées par les futurs maîtres d'œuvre.
La RATP a, quant à elle, été retenue pour définir les fonctionnalités et les principes de conception des gares du Grand Paris.
La SGP cède des droits à construire autour des gares, neuf d'entre eux étant signés à la fin 2017.

### Infrastructure associée
Des fourreaux de fibre optique doivent être implantés sous les voies de façon à déployer largement un réseau de communication pour les territoires traversés et émergeant dans les gares. Réalisé à un coût marginal, ce réseau sera une source de recettes pour la SGP pour un montant estimé à 200 millions d'euros. Il sera complété par une vingtaine de data centers implantés dans des espaces souterrains vides sans affectation. La réutilisation de la chaleur produite est en phase d'études.

### Réalisation du projet
Le calendrier du projet prévoit une période d'enquêtes publiques commençant en 2013. Le projet est divisé par la SGP en tronçons, le premier soumis à la concertation étant la ligne 15 sud entre Pont de Sèvres et Noisy - Champs, et le second étant l'ensemble formé de la ligne 14 Nord, de la ligne 16 et de la ligne 17 Sud.
La phase des travaux a débuté en 2015 (déviation des réseaux) et devrait s'achever en 2030, période à l'issue de laquelle toutes les lignes du réseau seraient ouvertes au public. En effet, la mise en service du réseau devrait intervenir progressivement de 2024 à 2030.
Le 22 février 2018, un nouveau calendrier est annoncé par le Premier ministre, Édouard Philippe. La mise à jour la plus récente du calendrier est publiée par la Société des grands projets en février 2025. La mise en service des lignes 15 sud, 16 et 17 est à nouveau retardée de plusieurs mois.
| Ligne      | Nom            | Section                                   | Statut            | Date          | Horizon           | Source                                                | Notes                                                                                             |
| ---------- | -------------- | ----------------------------------------- | ----------------- | ------------- | ----------------- | ----------------------------------------------------- | ------------------------------------------------------------------------------------------------- |
| (M) · (11) | Ligne 11 est   | Rosny-Bois-Perrier à Noisy - Champs       | -                 | Février 2025  | sine die          | metro-11-prolongement-rosny-bois-perrier-noisy-champs | Section de l'ex-ligne orange                                                                      |
| (M) · (14) | Ligne 14 nord  | Saint-Lazare à Mairie de Saint-Ouen       | En service        | Décembre 2020 | 14 décembre 2020  | prolongerligne14-mairie-saint-ouen.fr                 | Déclaration d'utilité publique (DUP) le 4 octobre 2012. Inauguration du chantier le 11 juin 2014. |
| (M) · (14) | Ligne 14 nord  | Mairie de Saint-Ouen à Saint-Denis Pleyel | En service        | Juin 2024     | 24 juin 2024      | societedugrandparis.fr/gpe/gare/saint-denis-pleyel    | DUP le 28 décembre 2015. Inauguration du chantier en octobre 2018.                                |
| (M) · (14) | Ligne 14 sud   | Olympiades à Aéroport d'Orly              | En service        | Juin 2024     | 24 juin 2024      | prolongementligne14-orly.fr                           | DUP le 27 juillet 2016.                                                                           |
| (M) · (15) | Ligne 15 sud   | Pont de Sèvres à Noisy - Champs           | Chantier en cours | Février 2025  | 4e trimestre 2026 | ligne15sud.fr                                         | DUP le 24 décembre 2014. Inauguration du chantier le 4 juin 2016.                                 |
| (M) · (15) | Ligne 15 ouest | Pont de Sèvres à Saint-Denis Pleyel       | Chantier en cours | Février 2025  | 2031              | ligne15ouest.fr                                       | DUP le 21 novembre 2016.                                                                          |
| (M) · (15) | Ligne 15 est   | Saint-Denis Pleyel à Champigny Centre     | Chantier en cours | Février 2025  | 2031              | ligne15est.fr                                         | DUP le 13 février 2017.                                                                           |
| (M) · (16) | Ligne 16       | Saint-Denis Pleyel à Clichy - Montfermeil | Chantier en cours | Février 2025  | 2e trimestre 2027 | ligne16.fr                                            | DUP le 28 décembre 2015. Inauguration du chantier en octobre 2018.                                |
| (M) · (16) | Ligne 16       | Clichy - Montfermeil à Noisy - Champs     | Chantier en cours | Février 2025  | fin 2028          | ligne16.fr                                            | DUP le 28 décembre 2015.                                                                          |
| (M) · (17) | Ligne 17       | Saint-Denis Pleyel au Bourget - Aéroport  | Chantier en cours | Février 2025  | 2e trimestre 2027 | ligne17.fr                                            | DUP le 14 février 2017.                                                                           |
| (M) · (17) | Ligne 17       | Le Bourget - Aéroport à Gonesse           | Chantier en cours | Février 2025  | fin 2028          | ligne17.fr                                            | DUP le 14 février 2017.                                                                           |
| (M) · (17) | Ligne 17       | Gonesse au Mesnil-Amelot                  | Chantier en cours | Février 2025  | fin 2030          | ligne17.fr                                            | DUP le 14 février 2017.                                                                           |
| (M) · (18) | Ligne 18       | Massy - Palaiseau à Christ de Saclay      | Chantier en cours | Février 2025  | fin 2026          | ligne-18.fr                                           | DUP le 28 mars 2017.                                                                              |
| (M) · (18) | Ligne 18       | Aéroport d'Orly à Massy - Palaiseau       | Chantier en cours | Février 2025  | fin 2027          | ligne-18.fr                                           | DUP le 28 mars 2017.                                                                              |
| (M) · (18) | Ligne 18       | Christ de Saclay à Versailles Chantiers   | Chantier en cours | Février 2025  | fin 2030          | ligne-18.fr                                           | DUP le 28 mars 2017.                                                                              |
| (M) · (18) | Ligne 18       | Versailles Chantiers à Nanterre-La Folie  | Études en cours   | Février 2025  | sine die          |                                                       |                                                                                                   |
| (M) · (18) | Ligne 18       | Nanterre-La Folie à Saint-Denis Pleyel    |                   | Février 2025  | sine die          |                                                       |                                                                                                   |

## Coût et financement de la construction
La réalisation des lignes du projet de Christian Blanc (rouge, bleue, et verte) se serait faite sous maîtrise d'ouvrage de la Société du Grand Paris et aurait dû coûter 18,3 milliards d'euros aux conditions économiques de janvier 2010. La réalisation de la ligne orange est alors prévue sous maîtrise d'ouvrage du Syndicat des transports d'Île-de-France (STIF), désormais Île-de-France Mobilités pour un coût estimé à 3,7 milliards d'euros.
Selon le rapport Auzannet remis à la ministre Cécile Duflot, le coût actualisé du projet est réévalué à 29,9 milliards d'euros. Avec les mesures de simplification décidées par le gouvernement Ayrault, la réalisation des nouvelles lignes se ferait entièrement sous maîtrise d'ouvrage de la Société du Grand Paris et coûterait 26,6 milliards d'euros. En mai 2016, Philippe Yvin, président du directoire de la Société du Grand Paris annonce un coût de 24,7 milliards d'euros. Fin 2017, Pascal Auzannet souligne la pertinence du mode de financement avec une « fiscalité spécifiquement francilienne. Ce n'est pas le contribuable national qui le finance (...) la Société du Grand Paris perçoit chaque année 550 millions d'euros de recettes, auxquelles se rajouteront les redevances d'usage des futurs opérateurs [ce qui rend] possible de souscrire d'importants emprunts. »
Si l'on considère l'ampleur du projet, le financement du système de transport du Grand Paris est un enjeu majeur. Au-delà des investissements de l'État et de la Région, il est prévu de récupérer une partie des plus-values foncières et immobilières par la mise en place de contrats de développement territorial. Le 6 février 2014, selon une étude de l'Observatoire régional de l'immobilier d'entreprise en Île-de-France (ORIE), qui réunit à parité des services de l'État, des collectivités et des acteurs privés, celui-ci émet des doutes sur la « crédibilité » des « prévisions de recettes » du gouvernement, du fait de l'effet dissuasif de la hausse de la fiscalité immobilière votée en 2011 sur le programme de bureaux, surtout en grande couronne parisienne, alors que la construction du futur réseau de transport dépend fortement des taxes prélevées sur les créations de bureaux dans la Région. Si la SGP dispose de recettes sécurisées, il est noté en 2015 une sous-estimation du financement des interconnexions entre le Grand Paris Express et le réseau existant pour un montant voisin d'un milliard d'euros. De plus, l'extension du réseau entraînera un coût de fonctionnement supérieur d'environ 10 % à celui de 2015, ce qui nécessitera une adaptation des recettes du STIF.
Au dernier trimestre 2017, des doutes sont exprimés sur la capacité de la SGP à réaliser toutes les lignes dans les délais annoncés. En janvier 2018, la Cour des Comptes fait état d'un coût du projet porté à 38,5 milliards d'euros (35 pour le Grand Paris Express et 3,4 milliards d'euros de contributions financières à d'autres projets franciliens comme le prolongement du RER E, celui de la ligne 14 au nord, de la ligne 11 à Rosny ou la contribution aux schémas directeurs des RER). Elle estime que les financements prévus sont insuffisants mais qu'un recours plus massif à l'emprunt sans recette nouvelle porterait le besoin de financement à 134 milliards d'euros avec une échéance de remboursement complet passant de 2059 à 2084. La Cour relève des évaluations de coûts initiaux insuffisants et une minoration non justifiée des provisions pour risques en cours de chantier. Les surcoûts ont pour cause des exigences nouvelles comme l'ajout pour 500 millions d'euros d'un site de maintenance à Aulnay-sous-Bois distinct de ceux de la ligne 15 ou 200 millions requis pour une interopérabilité des lignes 15 Sud et 15 Est à Champigny, ainsi que de forts écarts de coûts entre les estimations prévisionnelles des lots de génie civil et les coûts réels dus à une saturation des capacités d'exécution des entreprises de travaux publics. La Cour note également la faiblesse du pilotage faute de recrutements autorisés à la SGP au-delà de 200 personnes, dû notamment à l'opposition de la direction générale des Infrastructures, des Transports et de la Mer (DGITM), ce qui la contraint à un recours massif à la sous-traitance sans avoir les moyens adéquats pour la contrôler. L'accroissement du nombre de chantiers provoque dès 2019 une tension sur les prix des matériels de chantier (grues, bâtiments modulaires, pompes...) et du béton.
En novembre 2018, le projet de loi de finances 2019 met en place une « taxe additionnelle de 15 % à la taxe de séjour » perçue par les communes franciliennes pour un apport annuel d'environ 20 millions d'euros (contre un taux de 30 % proposé par le député Gilles Carrez) et améliore le rendement de la taxe sur les bureaux, entrepôts et autres locaux professionnels appliquée en Île-de-France, en supprimant certaines dérogations tarifaires, en augmentant de 10 % le montant de la taxe à Paris et dans les Hauts-de-Seine, et en incluant dans l'assiette les stationnements commerciaux pour un rendement d'environ 120 millions d'euros. Toutefois, le rapport Carrez signalait un besoin de financement complémentaire de la SGP de 250 millions d'euros, obtenu en mettant aussi à contribution les particuliers via un relèvement de la taxe spéciale d'équipement, mesure à laquelle le Gouvernement renonce. Toutefois, alors même qu'un surcoût de 500 millions d'euros est annoncé pour le prolongement de la ligne 14 vers Orly, l'État songe à trouver ce financement complémentaire en ponctionnant les droits de mutation des départements franciliens.
Le 16 mai 2020, un groupement mené par Vinci remporte un appel d'offres pour la construction d'un tronçon de la ligne 18 entre l'aéroport d'Orly et Massy - Palaiseau. Le contrat, d'un montant de 799 millions d'euros, prévoit la réalisation de 11,8 kilomètres de tunnel, la création de trois stations et de treize ouvrages sur un chantier qui devrait employer jusqu'à 700 personnes au plus fort de l'activité. Vinci représente 75 % du groupement et Spie Batignolles 25 %.
Au 30 juin 2020, le coût global du Grand Paris Express est estimé à 42 milliards d'euros (2020), soit 35,6 milliards d'euros (2012). À cette date, 19,3 milliards d'euros (2020) ont été engagés.

### Gestion des déchets
Les déchets de construction gérés par les tunneliers sont évacués par la route ou, pour le cas du Val-de-Marne, par le rail.
Alors que la Société du Grand Paris avait pour objectif de valoriser 70 % des déblais, seuls moins de 40 % le sont à la fin 2019.

### Morts au travail sur les chantiers
En 2023, l'inspection du travail a recensé cinq morts depuis le début des travaux en 2019. Elle a effectué, entre 2019 et le 21 avril 2023, un grand nombre d'interventions sur site ayant entrainé 141 enquêtes sur des accidents du travail.

## Exploitation projetée

### Modalités

#### Amplitude horaire
Le projet du Grand Paris Express ne prévoit pas une exploitation 24 heures sur 24 des lignes du réseau. En effet, une exploitation continue ne permettrait pas de préserver la bonne réalisation des opérations de maintenance fréquentes et régulières (voies, équipements en ligne, systèmes d'exploitation) qui, sur les lignes à horaires traditionnels, s'effectuent généralement la nuit, lorsque le trafic des voyageurs est interrompu. Le volume de trafic envisageable dans le cadre d'une exploitation 24 h/24 systématique n'apparaît de ce fait pas justifié aux regards des incidences d'une telle exploitation sur les coûts d'investissement (dispositions constructives spécifiques à prévoir), les coûts d'exploitation (circulation de trains supplémentaires) et les coûts de maintenance (complexification des opérations) du réseau.
Toutefois, Île-de-France Mobilités pourra décider si nécessaire, dans certains cas, de prolonger l'exploitation de certaines liaisons le soir ou de la maintenir en continu toute la nuit.

#### Plan de transport global
Les lignes du Grand Paris Express seront uniquement exploitées avec des missions omnibus, après avoir dans un premier temps envisagé l'insertion de missions directes qui permettaient de diminuer davantage les temps de parcours sur les trajets les plus longs. Ce sont les vitesses commerciales et les fréquences élevées prévues sur le réseau qui n'avaient pas permis de retenir ce type d'exploitation.
Une exploitation avec des missions omnibus présentera l'avantage de simplifier l'usage du réseau pour les voyageurs. Ce principe permettra également de simplifier les travaux en évitant d'avoir à créer systématiquement des voies supplémentaires au niveau des gares pour le dépassement des trains, permettant donc de minimiser le coût d'investissement.
De plus, la vitesse commerciale moyenne des lignes du réseau sera d'environ 65 km/h, soit le triple de la vitesse commerciale actuelle du métro. La fréquence des métros sera modulable, et pourra atteindre 85 secondes entre deux passages aux heures de pointe. Les trains des lignes 15, 16, 17 et 18 circuleront à droite comme le métro actuel et non pas à gauche comme les RER qui desservent la banlieue parisienne.

#### Organisation
L'exploitation des lignes du Grand Paris Express sera confiée aux entreprises d'exploitation désignées par Île-de-France Mobilités, en sa qualité d'autorité organisatrice des transports de la région. Leur désignation sera effectuée conformément à la réglementation en vigueur, le cahier des charges d'exploitation précisera notamment les contraintes imposées à l'exploitant en matière de niveau et de qualité de service, de gestion des incidents, de surveillance et d'entretien des matériels et des lieux publics.
La RATP, à travers sa filiale RATP Infrastructures, sera le gestionnaire d'infrastructure des nouvelles lignes 15, 16, 17 et 18 du réseau Grand Paris Express, conformément à la loi n° 2010-597 du 3 juin 2010 relative au Grand Paris,.

### Matériel roulant
Les lignes du Grand Paris Express seront exploitées à l'aide de métros automatiques, parce qu'ils présentent les avantages de permettre d'adapter l'offre à la demande, de garantir la régularité et d'optimiser les coûts de fonctionnement. En effet, l'exploitation automatique est plus efficace pour adapter la fréquence des trains quel que soit le moment de la journée ou de la semaine. Elle permettra de garantir un temps de trajet ainsi qu'une vitesse commerciale identique pour tous les trains, réduisant au minimum l'incertitude d'exploitation. Elle offrira la régularité nécessaire à la synchronisation des mouvements des trains, permettant ainsi d'exploiter au mieux la récupération d'énergie et de minimiser les consommations.
La présence de portes palières sur les quais de chaque gare doit aussi contribuer à assurer un service régulier de la ligne ainsi que la sécurité des voyageurs. Le matériel roulant des lignes du réseau sera climatisé et bénéficiera de l'intercirculation entre les voitures comme la totalité du matériel roulant commandé récemment par la RATP. L'intercirculation permet une meilleure répartition des voyageurs dans la rame et une plus grande sécurité en évitant l'isolement des voyageurs. Le matériel permettra l'accessibilité des personnes à mobilité réduite ou à besoins spécifiques (plancher des trains à niveau avec les quais, emplacements réservés pour les fauteuils roulants, annonces sonores et visuelles à bord...),.
En juillet 2018, IDFM commande pour un montant d'1,3 milliard d'euros une première tranche de 53 trains (30 pour la ligne 15 et 23 pour les lignes 16 et 17) sur un marché pouvant atteindre les 133 trains pour la ligne 15 et jusqu'à 50 trains pour les lignes 16 et 17. Ils doivent être mis en service pour 2026 sur les lignes 16 et 17. Elles seront construites par Alstom sur la base de la gamme Metropolis.
Le 7 décembre 2018, Île-de-France Mobilités lance une consultation du public, ouverte jusqu'au 31 décembre 2018 sur un site spécifique, afin de choisir entre trois versions la face avant du matériel roulant destiné aux lignes 15, 16 et 17. Ainsi, le 14 janvier 2019, la face avant n°2, aux lignes englobantes, a été choisie.
Le 29 mars 2019,  Île-de-France Mobilités commande à Alstom 23 rames de métro supplémentaires à trois voitures pour les lignes 16 et 17.
Le 18 octobre 2021, la Société du Grand Paris et Île-de-France Mobilités désignent Alstom pour la fourniture des matériels roulants de la ligne 18 du Grand Paris Express.

#### Ligne 15
Les spécifications techniques des matériels roulants de la ligne 15 sont indiquées ci-dessous,.
- Le matériel est à grand gabarit (2,80 m) et à roulement fer, avec trois portes d'1,65 m de large par face et par voiture[98].
- Les trains ont une longueur maximale de 108 m avec six voitures de 18 mètres. Le matériel a ainsi été baptisé MR6V. Les rames pourront accueillir jusqu'à 1 000 voyageurs[98]. La capacité théorique à l'heure de pointe du matin serait de 34 560 voyageurs par heure[106].
- Les trains sont à conduite automatique intégrale permettant une fréquence maximale d'une rame toutes les 90 secondes[98].
- La vitesse maximale des trains est de 110 km/h[98]. Leur vitesse commerciale moyenne estimée serait de 56 km/h[107].
- L'alimentation électrique est prévue par caténaire[108], plus précisément par un profil aérien de contact[109] avec une tension de 1 500 V continu[110] contrairement à celle de 750 V du métro parisien classique.
- Compte tenu de la vitesse élevée, la voie sera construite sous la forme de longs rails soudés[111].

#### Lignes16et17
Ces deux lignes devraient être exploitées avec un matériel semblable à celui de la ligne 15, mais avec des rames formées de trois voitures (53 mètres), d'une capacité de 500 voyageurs environ afin de réduire les coûts de construction et d'exploitation, les prévisions de trafic ne justifiant pas un métro de grande capacité. Ce matériel a été baptisé MR3V.

#### Ligne 11
Comme il s'agit d'un prolongement de l'actuelle ligne 11, elle est exploitée par des trains de type métro sur pneumatiques MP 14.

#### Ligne 14
Comme il s'agit de prolongements de l'actuelle ligne 14, elle est exploitée par des trains de type métro sur pneumatiques. En 2018, des trains MP 89 CA et MP 05 circulaient sur la ligne 14. Ils sont remplacés depuis 2023 par 72 trains MP 14 dont les caractéristiques de gabarit restent identiques à celle des MP 89 et MP 05, redispatchés sur la ligne 4, mais dont la longueur est augmentée à huit voitures de 15 mètres, soit 120 mètres,.

#### Ligne 18
Le protocole d'accord État-Région ayant entériné le fait que la ligne 18, appelée au départ ligne verte, serait une ligne de métro à gabarit léger, la ligne utilisera un matériel automatique, sur roulement fer, désigné provisoirement par le sigle MRV (pour Matériel Roulant Voyageurs). Les voitures auront un gabarit adapté (2,45 mètres) et les trains seront composés de trois ou quatre voitures qui pourront accueillir de 350 à 500 voyageurs par rame. Leur alimentation se fera par troisième rail. Celle-ci sera réalisée en 1 500 volts afin de limiter le phénomène d'électromagnétisme, auquel certains laboratoires du plateau de Saclay sont sensibles.

### Maintenance
La maintenance du réseau Grand Paris Express devra garantir la disponibilité des matériels roulants et des installations fixes pour assurer la production de service et la qualité de service attendues, la sécurité des biens et des personnes et respecter l'environnement.
La taille du réseau impose de disposer de plusieurs installations de maintenance, affectées à une ligne ou une portion de ligne. Elles seront de trois types :
- Site de maintenance et de remisage des trains (SMR) :

Ces sites assureront la maintenance en atelier du parc de matériel roulant (dépannage, entretien courant, remplacement d'organes) ainsi que le lavage et le remisage des trains. Ils pourront également accueillir des fonctions rattachées à l'exploitation des lignes (poste d'exploitation central, encadrement opérationnel de la ligne...).
- Centre de dépannage rapides des trains (CDR) :

Ces centres seront situés en extrémité de ligne lorsque le site de maintenance et de remisage des trains (SMR) sera éloigné géographiquement. Ils permettront de réaliser les dépannages rapides des trains sans perte de temps due aux trajets des trains jusqu'au SMR.
- Site de maintenance des infrastructures (SMI) :

Ces sites assureront les besoins de maintenance des voies et des équipements du système de transport (traction, basse tension, signalisation, automatismes de conduite, courants faibles...). Ils pourront le cas échéant être regroupés avec les sites de maintenance et de remisage des trains (SMR).
Les lieux d'implantation des différents sites nécessaires au bon fonctionnement du réseau seront définis en liaison avec les acteurs des territoires. Les secteurs identifiés au stade du schéma d'ensemble combinent proximité géographique avec les lignes du réseau et potentiel foncier mobilisable.

### Trafic escompté
D'ici à 2026, la fréquentation journalière prévisionnelle du réseau est de 2 millions de voyageurs.

## Financement du fonctionnement

### Choix des exploitants
Si les lignes 1 à 14 sont toutes exploitées par la RATP, la filiale de la SNCF spécialisée dans le transport urbain Keolis (qui exploite déjà notamment le réseau lillois et la ligne automatique Docklands Light Railway à Londres) affiche ses ambitions dès novembre 2016 en critiquant les modalités envisagées d'attribution de l'exploitation des nouvelles lignes. En effet, la loi relative au Grand Paris prévoit que la gestion des infrastructures soit assurée par la RATP pour des raisons de sécurité, seuls les opérateurs des différentes lignes étant choisis par appel d'offres. La RATP fait valoir qu'une distinction similaire s'applique à la ligne rapide londonienne Crossrail qui a ouvert le 24 mai 2022. Pour le directeur de Keolis Jean-Pierre Farandou, « découper un métro automatique en deux, alors qu'il s'agit d'un système intégré par nature, c'est une première mondiale, et cela nous questionne. » Arguant d'une concurrence possiblement biaisée et menaçant alors de boycotter la procédure, Keolis fait pression pour que les décrets à paraître précisent la répartition des rôles entre les opérateurs et le gestionnaire d'infrastructure afin que les opérateurs aient le périmètre le plus large possible, notamment pour la maintenance ou la gestion des gares.
Le 30 mai 2023, Île-de-France Mobilités attribue les premiers contrats d'exploitation des lignes 16 et 17 à Keolis pour une durée de sept années, plus trois en option,.

## Impact social du Grand Paris Express
Les nouvelles gares du Grand Paris Express abaissent de nombreux temps de trajet pour les personnes résidant à proximité. L'attractivité des sites, comme le marché d'intérêt national de Rungis, est renforcée comme réciproquement le nombre d'emplois accessibles aux riverains des gares. Les autrices Anne Clerval et Laura Wojcik dénoncent en 2024 « une gentrification planifiée » dans leur ouvrage Les Naufragés du Grand Paris Express en s’appuyant sur des démolitions liées à des emprises de chantier, comme à Bondy. 
Cette lecture est toutefois contestée par la directrice des études à l’APUR Stéphanie Jankel, qui estime que la programmation publique des constructions vient rééquilibrer les quartiers de gare : « C’est le cas à Pont-de-Sèvres, sur la ligne 15 sud, là où le marché n’en avait pas imposé. Entre 2010 et 2024, on y enregistre une hausse de 50 % de logements sociaux ». Assumant une baisse de leur part dans les communes où ce type logement y est déjà majoritaire comme à Sevran ou à Saint-Ouen-sur-Seine, le directeur de la SGP Jean-François Monteils dit « faire porter l’effort par les communes carencées. Dans le quartier Gustave-Roussy, situé à Villejuif, où deux programmes s’étendent sur la moitié du quartier, la part du social a augmenté de 28 % en douze ans » .